# Jack Perry
Jack Perry (nascido em 16 de junho de 1997) é um lutador profissional americano mais conhecido pelo nome de ringue "Jungle Boy" Jack Perry. Atualmente, ele é contratado pela All Elite Wrestling (AEW), onde foi campeão mundial de duplas da AEW uma vez (juntamente com Luchasaurus como Jurassic Express).

## Início de vida
Jack Perry nasceu em 16 de junho de 1997 em Los Angeles, Califórnia. Ele é filho do ator Luke Perry e Rachel Sharp. O avô materno de Perry é o romancista e roteirista escocês Alan Sharp.
Perry cresceu como um fã de wrestling profissional e participou do evento pay-per-view SummerSlam de 2009 da WWE com seu pai aos doze anos de idade.

## Carreira na luta livre profissional

### Início de carreira (2015–2019)
Perry começou sua carreira no circuito independente em 2015 fazendo sua estreia no wrestling profissional na Underground Empire Wrestling's, 2015 West Coast Cruiser Cup sob o nome de ringue Nate Coy. Este é o lugar onde ele recebeu o nome Jungle Boy quando a multidão cantou para ele por causa de suas semelhanças com Tarzan. Em 20 de novembro de 2016, Coy venceu a West Coast Cruiser Cup de 2016. Em 17 de agosto de 2018, Coy ganhou o Campeonato Junior dos Pesos Pesados da All Pro Wrestling, seu primeiro campeonato de wrestling profissional. Mais tarde, ele perdeu para Jake Atlas no evento Bay Area Bash em 15 de junho de 2019. Em fevereiro de 2019, Jungle Boy formou uma dupla com o lutador independente Luchasaurus, apelidado de "A Boy and His Dinosaur". Em maio de 2019, Perry lutou em uma luta tributo a seu falecido pai, derrotando o amigo de seu pai, ator e ex-Campeão Mundial de Pesos Pesados da WCW, David Arquette.

## Vida pessoal
Em junho de 2021, Perry está em um relacionamento com a também lutadora da AEW Anna Jay.

## Campeonatos e conquistas
- All Elite Wrestling

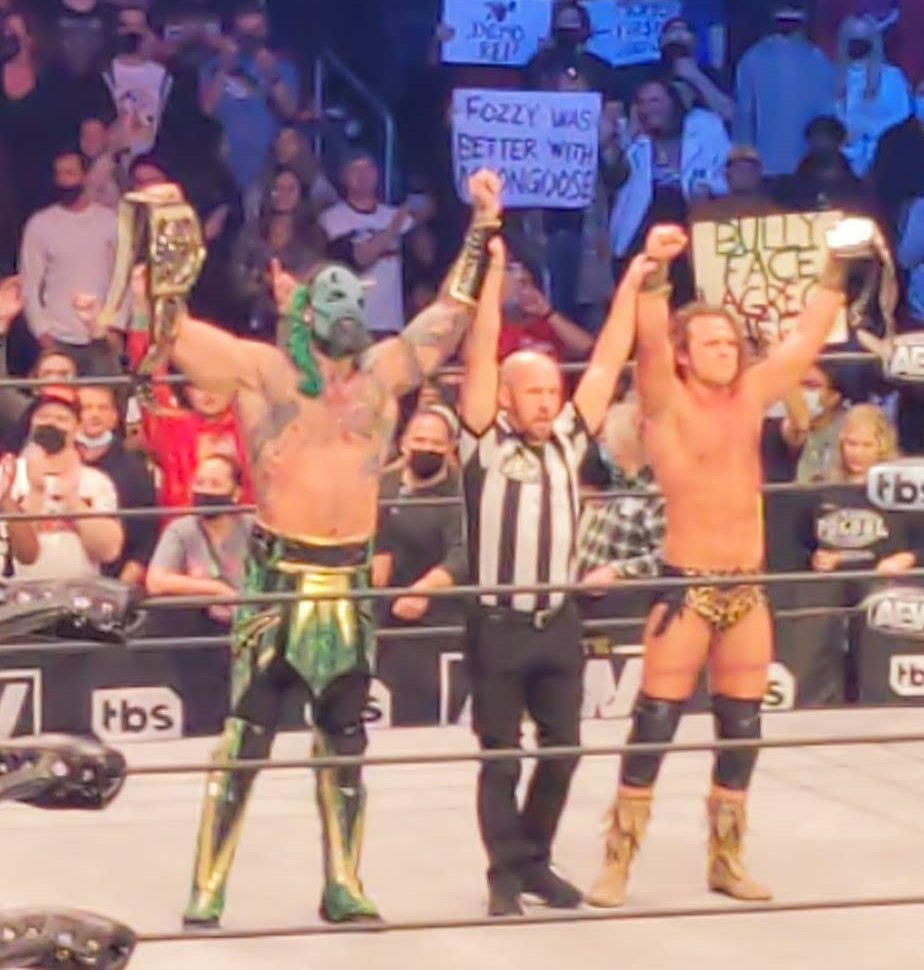
Jungle Boy é uma vez Campeão Mundial de Duplas da AEW, com Luchasaurus

  - Campeonato Mundial de Duplas (1 vez,) – com Luchasaurus[9]
  - Men's Casino Battle Royale (2021)[10]
- All Pro Wrestling
  - Campeonato Junior dos Pesos Pesados (1 vez)
- Revolution Eastern Wrestling
  - Campeonato Paquistão 24/7 (1 vez)[11]
- DDT Pro-Wrestling
  - Campeonato Peso Pesado Ironman (1 vez)
- Pro Wrestling Illustrated
  - Classificado em 69º lugar dos 500 melhores lutadores individuais no PWI 500 em 2021[12]
- Pro Wrestling Revolution
  - Campeonato de Duplas (1 vez) - com El Prostipirugolfo
- Underground Empire Wrestling
  - West Coast Cruiser Cup (2016)
- Wrestling Observer Newsletter
  - Novato do Ano (2019)[13]